# Xtreme Pro Wrestling
A Xtreme Pro Wrestling (XPW) foi uma promoção independente de wrestling profissional estadunidense, a qual foi criada por Rob Zicari, conhecido por Rob Black. O foco dessa promoção era o hardcore wrestling e uma conexão com a indústria pornográfica de Los Angeles. 
Entre 2000 e 2002, a XPW realizava um anual evento, no qual ocorria uma deathmatch (luta mortal), em um torneio denominado Baptized in Blood, a versão americana do que ocorria na IWA-Japão em 1995.

## Títulos
- XPW World Heavyweight Championship (1999-2003)
- XPW World Tag Team Championship (2002-2003)
- XPW King of the Deathmatch Championship (2000-2002, 2008)
- XPW Television Championship (2001-2003)
- XPW European Championship (2003-2005)